# Bill Gosper

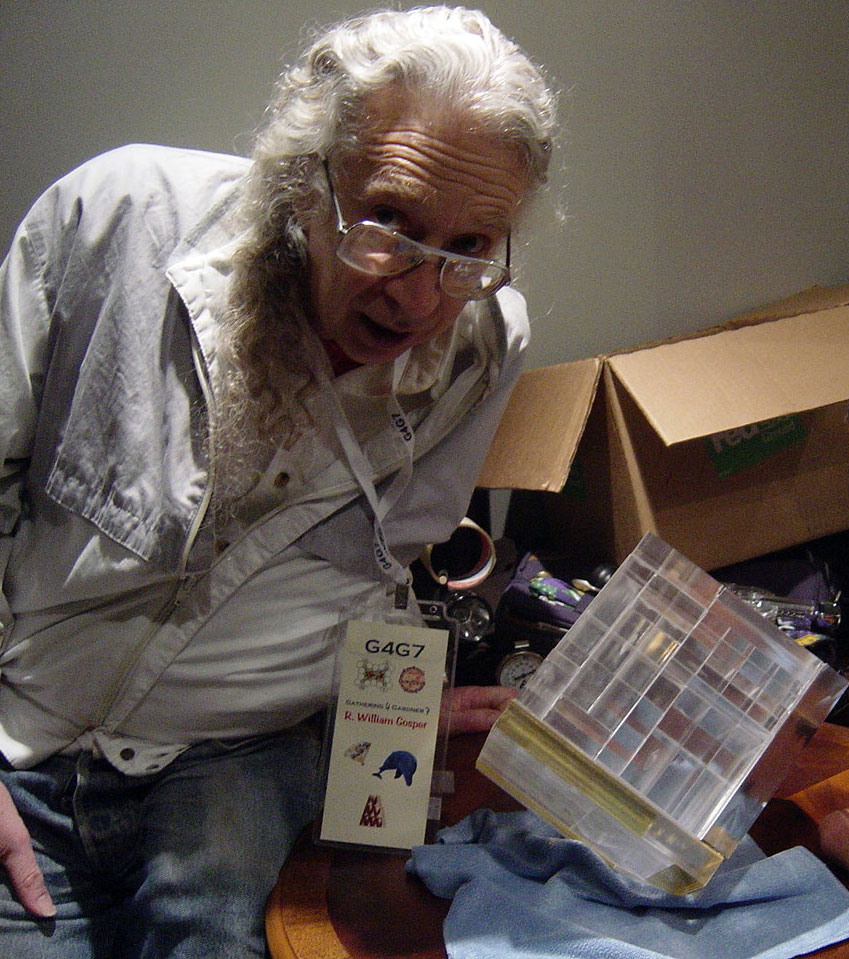
Bill Gosper

R. William „Bill“ Gosper, Jr. (* 26. April 1943) ist ein US-amerikanischer Mathematiker und Programmierer.

Gosper-Gleiter-Kanone.

Gosper war einer der Hacker am MIT Computer Science and Artificial Intelligence Laboratory und  Mitautor mit Michael Beeler und Richard Schroeppel von HAKMEM (1972), einer Sammlung von Hacker-Anekdoten und Fakten, veröffentlicht als eines der Memos des AI Lab des MIT.
Gosper hat ein intensives Interesse an Conways Spiel des Lebens entwickelt, und mit der nach ihm benannten Gosper-Gleiter-Kanone gezeigt, dass ein kontinuierliches, unendliches Wachstum in der Game of Life Simulation möglich ist. Damit gewann er einen von John Horton Conway, dem Erfinder des Spiels, ausgesetzten Preis.
Bekannt wurde er vor allem durch die Entwicklung des Gosper-Algorithmus, der es erlaubt, geschlossene Ausdrücke für Binomialreihen zu finden und diese einfacher zu berechnen.
Er wurde außerdem für seine Arbeit über Kettenbrüche als Repräsentanten von reellen Zahlen und die Gosper-Kurve bekannt.